# Sissi, l'impératrice rebelle
Pour plus de détails, voir Fiche technique et Distribution.
Sissi, l'impératrice rebelle est un téléfilm français réalisé par Jean-Daniel Verhaeghe et diffusé à la télévision française le 8 mars 2004.

## Synopsis
En septembre 1898, une élégante femme vêtue de noir arrive à Genève, accompagnée de sa fidèle dame de compagnie. Elle se fait appeler Madame Hohenems et cache son visage derrière un éventail. Cette femme est en fait Sissi, l'impératrice d'Autriche-Hongrie, et jour après jour, elle confie ses confidences au fidèle docteur Mayer, se remémorant les mille moments de son existence riche et passionnante. De sa course dans les prairies fleuries de Bavière à sa rencontre avec François-Joseph d'Autriche, en passant par ses mille batailles avec sa belle-mère (qui est aussi sa tante maternelle), l'archiduchesse Sophie, et sa fuite déchirante à la recherche d'une existence libérée de la rigidité de l'étiquette de la cour. Il y a aussi sa relation avec son fils Rudolf, avec Gyula Andrássy, le Hongrois qui allait faire de Sissi la reine de Hongrie. De la mort de son fils dans des circonstances mystérieuses jusqu'à la scène de sa mort à Genève le 10 septembre 1898, tué par l'anarchiste Luigi Lucheni.

## Fiche technique
Sauf indication contraire, les informations mentionnées dans cette section peuvent être confirmées par la base de données cinématographiques IMDb,  présente dans la section « Liens externes ».
- Titre original : Sissi, l'impératrice rebelle[1]
- Réalisateur : Jean-Daniel Verhaeghe
- Scénario : Odile Barski
- Photographie : Carlos Assis
- Montage : Carole Equer-Hamy
- Musique : Carolin Petit
- Décors : Elena Joukova
- Costumes : Bernadette Villard, Nicole Meyrat
- Production : Paul Fonteyn, Viktor Gaylyunas, Daniel Messère, Philippe Perrin
- Société de production : Alya Productions
- Pays de production :  France
- Langue originale : français
- Format : Couleur - 1,33:1 - Son stéréo
- Durée : 120 minutes
- Genre : Drame sentimental
- Date de diffusion :
  - France : février 2004 (Festival du film de Luchon) ; 8 mars 2004 (diffusion télévisée)

## Distribution
- Arielle Dombasle : Élisabeth de Wittelsbach, dite « Sissi »
  - Lizzie Brocheré : Élisabeth jeune femme
- Frédéric van den Driessche : François-Joseph d'Autriche
  - Danila Kozlovski : François-Joseph jeune homme
- Didier Bezace : Docteur Mayer
- Stéphane Audran : Sophie de Bavière
- Malik Zidi : Rodolphe de Habsbourg-Lorraine
- Ksenia Rappoport : Marie Festetics
- Iouri Itskov (ru) : Luigi Luccheni
- Viktor Kostetski (ru) : Leopold Gondrecourt (de)
- Liolia Lediakina : Ludovica de Bavière
- Tatyana Ivanova : Katharina Schratt
- Julien Hans di Capua : Gyula Andrássy
- Lisa Nilova : Hélène en Bavière

## Accueil critique
« Loin, très loin de la mythique trilogie de Sissi avec Romy Schneider, le téléfilm de Jean-Daniel Verhaeghe, réalisateur et coscénariste, présente une femme au seuil de sa mort, quelques mois avant son assassinat. [...] Ce téléfilm, réalisé en Russie dans des décors naturels somptueux, donne une image édulcorée de cette femme égoïste. Mais Arielle Dombasle, très à l'aise dans ce rôle de névrosée anorexique, donne au personnage une certaine modernité que n'aurait pas démenti Paul Morand, pour qui Sissi était "entrée dans le XIXe siècle comme on se trompe de porte". »

— Armelle Cressard dans Le Monde

« Le film voulait montrer, à l'opposé de la Sissi un peu neuneu qu'incarnait Romy Schneider, la complexité et la modernité de cette "femme d'exception". C'est chose faite, bien qu'à aucun moment on ne parvienne à oublier madame BHL, toute en soupirs et en yeux de biche, sous la véritable héroïne de cette histoire. Le jeu de l'actrice est aussi affecté que la mise en scène, empesée par ses ralentis, ses jolis décors, ses costumes d'époque et ses paysages bucoliques. »

— Faustine Vincent dans Libération.